# Novooleksievka, Krasnohvardiiske
Novooleksievka (în ucraineană Новоолексієвка) este un sat în comuna Amurske din raionul Krasnohvardiiske, Republica Autonomă Crimeea, Ucraina.

## Demografie
Componența lingvistică a localității Novooleksievka
     Rusă (47,92%)
     Tătară crimeeană (29,62%)
     Ucraineană (15,31%)
     Romani (2,16%)
     Belarusă (2,16%)
Conform recensământului din 2001, nu exista o limbă vorbită de majoritatea populației, aceasta fiind compusă din vorbitori de rusă (47,92%), tătară crimeeană (29,62%), ucraineană (15,31%), romani (2,16%) și belarusă (2,16%).